# UFC Fight Night: Rothwell vs. dos Santos
UFC Fight Night: Rothwell vs. dos Santos (também conhecido como UFC Fight Night: 86) foi um evento de artes marciais mistas promovido pelo Ultimate Fighting Championship, que ocorreu em 10 de abril de 2016 na Arena Zagreb foi o primeiro evento do UFC na Croácia

## Background
Este evento será o primeiro que a organização realizará na Croácia.
A luta entre os pesos pesados Ben Rothwell e o ex-campeão Peso Pesado do UFC, Junior dos Santos, é esperada para servir como a luta principal do evento.
Bartosz Fabiński era esperado para enfrentar Nicolas Dalby no evento. No entanto, no dia 2 de Março, Fabiński foi removido do card devido a razões não divulgadas, e substituído por Zak Cummings.
Ruslan Magomedov era esperado para enfrentar o ex-desafiante ao título dos pesos pesados Gabriel Gonzaga no evento, mas desistiu em 9 de março, devido a uma lesão no joelho. Derrick Lewis entrou como substituto para enfrentar Gonzaga.
Recém-chegado na promoção, Bojan Mihajlović era esperado para enfrentar Francis Ngannou no evento. No entanto, Mihajlović foi removido do card em 14 de Março, devido a razões não divulgadas, e substituído pelo companheiro também recém-chegado na promoção, Curtis Blaydes.

## Bônus da Noite
Os lutadores receberam $50.000 de bônus
- Luta da Noite: Não houve luta premiada
- Performance da Noite:  Derrick Lewis,  Alejandro Pérez,  Mairbek Taisumov e  Jared Cannonier